# Plateumaris consimilis
Plateumaris consimilis är en skalbaggsart som först beskrevs av Franz de Paula von Schrank 1781. Plateumaris consimilis ingår i släktet Plateumaris, och familjen bladbaggar. Enligt den svenska rödlistan är arten otillräckligt studerad i Sverige. Arten förekommer i Nedre Norrland. Artens livsmiljö är våtmarker.

## Bildgalleri

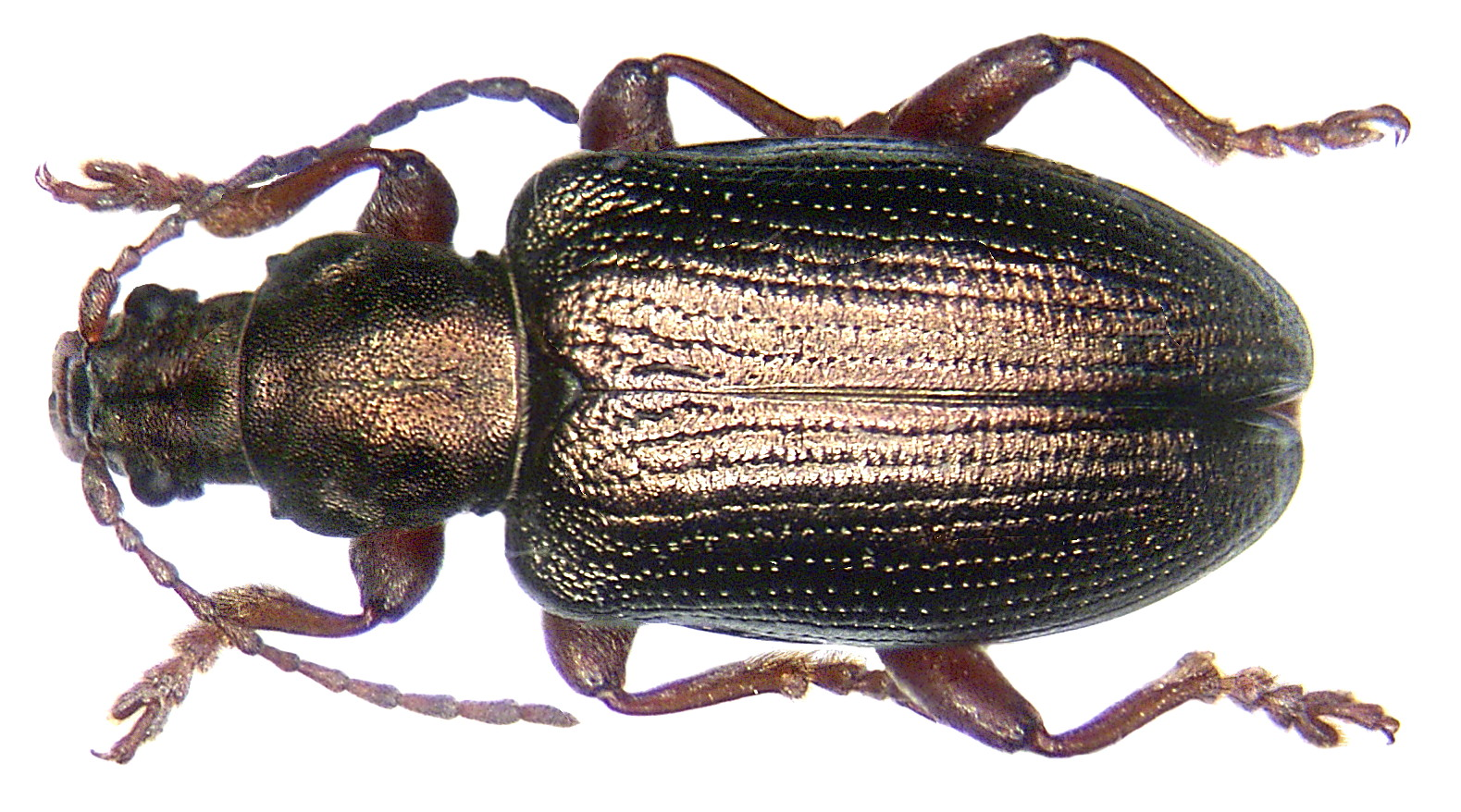